# I Never Promised You a Rose Garden
I Never Promised You a Rose Garden é um filme norte-americano de 1977, do gênero drama, dirigido por Anthony Page e estrelado por Kathleen Quinlan e Bibi Andersson.

## Sinopse
Deborah Blake, jovem com problemas mentais, é internada pelos pais em outro hospital. Seu tratamento é levado a cabo pela habilidosa terapeuta Doutora Fried. A doutora descobre que Deborah, para além de alucinações defensivas, abriga uma série de violentas fantasias a respeito de alguns parentes.

## Premiações
| Patrocinador                                            | Prêmio       | Categoria                                                    | Situação |
| ------------------------------------------------------- | ------------ | ------------------------------------------------------------ | -------- |
| Academia de Artes e Ciências Cinematográficas           | Oscar        | Melhor Roteiro Adaptado                                      | Indicado |
| Associação de Correspondentes Estrangeiros de Hollywood | Golden Globe | Melhor Filme - Drama Melhor Atriz - Drama (Kathleen Quinlan) | Indicado |
| Sindicato dos Roteiristas Norte-Americanos              | WGA          | Melhor Roteiro Adaptado                                      | Indicado |

## Elenco
| Ator/Atriz             | Personagem         |
| ---------------------- | ------------------ |
| Kathleen Quinlan       | Deborah Blake      |
| Bibi Andersson         | Doutora Fried      |
| Ben Piazza             | Jay Blake          |
| Lorraine Gary          | Ester Blake        |
| Martine Bartlett       | Esposa secreta     |
| Margo Ann Berdeshevsky | Paciente desenhada |
| Darlene Craviotto      | Carla              |
| Reni Santoni           | Hobbs              |
| Susan Tyrrell          | Lee                |
| Signe Hasso            | Helene             |
| Diane Varsi            | Sylvia             |
| Norman Alden           | McPherson          |
| Sylvia Sidney          | Senhorita Coral    |
| Dennis Quaid           | Shark              |
| Karin de la Penha      | Enfermeira         |